# Bemantes
Bemantes o Santo Tomé de Bemantes (llamada oficialmente San Tomé de Bemantes) es una parroquia del municipio de Miño, en la provincia de La Coruña, Galicia, España.

## Entidades de población
Entidades de población que forman parte de la parroquia:
- A Corredoira
- Ansimonde
- A Pedreira
- A Puza
- A Tolda
- Barcia
- Cancelo (O Cancelo)
- Cerdeirido
- Chao (O Chao)
- Folgueira (A Folgueira)
- Nogueirido
- O Illó
- O Pazo
- O Penedo
- O Pico
- Os Barrios
- Os Currás
- O Souto
- O Terrón
- Padrín
- Torre (A Torre)
- Quintá

## Demografía
| Gráfica de evolución demográfica de Bemantes entre 2000 y 2018 |
|                                                                |
| Población de derecho según el padrón municipal del INE         |